# Відносини між Францією і Кірибаті
Франко-кірибатські відносини це є зовнішні відносини між Францією і Кірибаті. Обидві країни підтримують офіційні дипломатичні відносини, але не мають дипломатичного присутності на території один одного; посольство Франції в Суве акредитовано на Кірибаті.

## Історія
У 1995 Кірибаті ненадовго припинила свої дипломатичні відносини з Францією на знак протесту проти французьких ядерних випробувань в Муруроа у Французькій Полінезії.
Франція надає Кірибаті допомогу в різних формах. Французька допомога дозволила відкрити дев'ять шкільних класів на Маяні на початку 2000-х років, і Франція також недавно надала Кірибаті допомогу в оцінці її залишилися фосфатних ресурсів на Банабі.
У 2002 французький експорт в Кірибаті склав 24 млн євро.
Кірибаті також дозволяє французьким судам ловити рибу в своїх водах.
У червні 2006 президент Кірибаті Аноте Тонг здійснив державний візит до Парижа для участі в багатосторонньому саміті Франція-Океанія. саміт був спрямований на "зміцнення французько-тихоокеанських відносин та регіонального співробітництва в економічній, політичній, екологічній сферах та сфері безпеки.